# Gran Premi Horsens
El Gran Premi Horsens és una competició ciclista danesa d'un sol dia que es disputa als voltants de Horsens. Creada el 2015, ja va entrar al calendari de l'UCI Europa Tour.

## Palmarès
| Any  | Vencedor        | Segon                | Tercer                 |
| ---- | --------------- | -------------------- | ---------------------- |
| 2015 | Alexander Kamp  | Rasmus Guldhammer    | Asbjørn Kragh Andersen |
| 2016 | Alexander Kamp  | Arvid de Kleijn      | Stefan Djurhuus        |
| 2017 | Casper Pedersen | Rasmus Guldhammer    | Torkil Veyhe           |
| 2018 | Herman Dahl     | Steffen Christiansen | Magnus Bak Klaris      |